# Возвращение на остров Ним
«Возвращение на остров Ним» (англ. Return to Nim's Island) — австралийский кинофильм 2013 года, сиквел «Острова Ним». Основан на книге Уэнди Орр Nim at Sea.

## Сюжет
14-летняя Ним снова защищает родной остров от туристов. На этот раз ей помогают не только животные, но  и сбежавший с материка мальчик Эдмунд.

## В ролях
- Бинди Ирвин — Ним Русоу
- Мэттью Лиллард — Джек Русоу
- Тоби Уоллес — Эдмунд
- Крис Хэйвуд — Грант

## Критика
Фильм получил в целом неплохие отзывы. Сайт MetaCritic дал 54% на основании 24 рецензий.